# دان هچیسون
دان هچیسون (انگلیسی: Don Hutchison؛ زادهٔ ۹ مهٔ ۱۹۷۱) بازیکن فوتبال اهل اسکاتلند است.

## باشگاهی
از باشگاه‌هایی که در آن بازی کرده‌است می‌توان به باشگاه فوتبال ساندرلند، باشگاه فوتبال لیورپول، باشگاه فوتبال وستهام یونایتد، باشگاه فوتبال لوتون تاون، باشگاه فوتبال شفیلد یونایتد، باشگاه فوتبال هارتل پول یونایتد، باشگاه فوتبال کاونتری سیتی، و باشگاه فوتبال میلوال، باشگاه فوتبال اورتون، باشگاه فوتبال وستهام یونایتد، باشگاه فوتبال کاونتری سیتی اشاره کرد.

## تیم ملی
وی همچنین در تیم ملی فوتبال اسکاتلند بازی کرده است.